# Elvi Berisha
Elvi Berisha (Fier, 2 marzo 1999) è un calciatore albanese, attaccante del Kastrioti.

## Carriera

### Club
Il 31 gennaio 2020 si trasferisce a titolo definitivo alla squadra albanese dello Skënderbeu.

## Statistiche

### Presenze e reti nei club
Statistiche aggiornate al 13 aprile 2024.
| Stagione          | Squadra           | Campionato        | Campionato | Campionato | Coppe nazionali | Coppe nazionali | Coppe nazionali | Coppe continentali | Coppe continentali | Coppe continentali | Altre coppe | Altre coppe | Altre coppe | Totale | Totale |
| Stagione          | Squadra           | Comp              | Pres       | Reti       | Comp            | Pres            | Reti            | Comp               | Pres               | Reti               | Comp        | Pres        | Reti        | Pres   | Reti   |
| ----------------- | ----------------- | ----------------- | ---------- | ---------- | --------------- | --------------- | --------------- | ------------------ | ------------------ | ------------------ | ----------- | ----------- | ----------- | ------ | ------ |
| lug.-ago. 2017    | Tirana            | KP                | 0          | 0          | CA              | 0               | 0               | UEL                | 2                  | 0                  | SA          | 0           | 0           | 2      | 0      |
| 2017-2018         | Leganés B         | TD                | 0          | 0          | -               | -               | -               | -                  | -                  | -                  | -           | -           | -           | 0      | 0      |
| 2018-2019         | Laçi              | KS                | 15         | 0          | CA              | 3               | 3               | -                  | -                  | -                  | -           | -           | -           | 18     | 3      |
| 2019-gen. 2020    | Laçi              | KS                | 9          | 0          | CA              | 2               | 1               | UEL                | 2                  | 0                  | -           | -           | -           | 13     | 1      |
| Totale Laçi       | Totale Laçi       | Totale Laçi       | 24         | 0          |                 | 5               | 4               |                    | 2                  | 0                  |             | -           | -           | 31     | 4      |
| gen.-giu. 2020    | Skënderbeu        | KS                | 6          | 0          | CA              | 1               | 0               | -                  | -                  | -                  | -           | -           | -           | 7      | 0      |
| 2020-2021         | Skënderbeu        | KS                | 30         | 3          | CA              | 4               | 3               | -                  | -                  | -                  | -           | -           | -           | 34     | 6      |
| 2021-2022         | Skënderbeu        | KS                | 31         | 4          | CA              | 4               | 1               | -                  | -                  | -                  | -           | -           | -           | 35     | 5      |
| Totale Skënderbeu | Totale Skënderbeu | Totale Skënderbeu | 67         | 7          |                 | 9               | 4               |                    | -                  | -                  |             | -           | -           | 76     | 11     |
| 2022-2023         | Tirana            | KS                | 16         | 0          | CA              | 9               | 2               | UCL+UECL           | -                  | -                  | SA          | 0           | 0           | 25     | 2      |
| Totale Tirana     | Totale Tirana     | Totale Tirana     | 16         | 0          |                 | 9               | 2               |                    | 2                  | 0                  |             | 0           | 0           | 27     | 2      |
| 2023-gen. 2024    | Flamurtari Valona | KP                | 8          | 0          | CA              | 1               | 0               | -                  | -                  | -                  | -           | -           | -           | 9      | 0      |
| gen.-giu. 2024    | Bylis Ballsh      | KP                | 7          | 0          | CA              | 0               | 0               | -                  | -                  | -                  | -           | -           | -           | 7      | 0      |
| Totale carriera   | Totale carriera   | Totale carriera   | 122        | 7          |                 | 24              | 10              |                    | 4                  | 0                  |             | 0           | 0           | 150    | 17     |